# Sokráti
Chansons représentant la Grèce au Concours Eurovision de la chanson
Charlie Chaplin
(1978) Autostop
(1980)
Sokráti (en grec Σωκράτης, en français Socrate) est la chanson représentant la Grèce au Concours Eurovision de la chanson 1979. Elle est interprétée par Elpída.

## Eurovision
La chanson est retenue par un jury de professionnels pour être présentée le 5 février 1979 dans une finale de six chansons départagées par un jury populaire de 65 personnes qui donnent chacune une note sur dix points à chaque chanson. Sokráti gagne avec 528 points.
La chanson fait l'éloge du philosophe Socrate, qui est comparé à une "superstar" à l'instar de Jesus Christ. Elle évoque son procès et de son suicide forcé.
La chanson est la septième de la soirée, suivant Notre vie c'est la musique interprétée par Laurent Vaguener pour Monaco et précédant Trödler und Co interprétée par Peter, Sue & Marc et Pfuri, Gorps & Kniri pour la Suisse.
Elpída a pour choristes Lía Víssi, Polina, Yiannis Samsiaris et Stelios Goulielmos. Elle et ses choristes portent des robes ressemblant à celles de la Grèce antique.
À la fin des votes, elle obtient 69 points et finit huitième des dix-neuf participants.

### Points attribués à la Grèce
| 12 points    | 10 points           | 8 points | 7 points                               | 6 points              |
| ------------ | ------------------- | -------- | -------------------------------------- | --------------------- |
|              | - Israël - Portugal |          | - Espagne - Monaco - Pays-Bas - Suisse |                       |
| 5 points     | 4 points            | 3 points | 2 points                               | 1 point               |
| - Luxembourg | - France - Irlande  |          | - Allemagne - Autriche - Suède         | - Belgique - Danemark |